# Faith Tabernacle
Faith Tabernacle (Tabernacle de la Foi en français) est une megachurch chrétienne évangélique charismatique et le siège international de Living Faith Church Worldwide basé à Lagos, Nigéria. Son pasteur principal est David Oyedepo, depuis 1983. En 2015, l'assistance de l'église serait de 50 000 personnes.

## Histoire
En 1981, David Oyedepo, âgé de 26 ans, diplômé en architecture et docteur en développement humain, a une vision pour son ministère,. Il commence alors un travail de missionnaire. En 1983, il est ordonné pasteur par le pasteur Enoch Adeboye. L'église Living Faith Church Worldwide est fondée le 11 décembre 1983. Le bâtiment de l'église, appelé Faith Tabernacle, a été construit en moins de 12 mois, et sa dédicace a lieu en décembre 1998. En 2025, l’église aurait une fréquentation de 50 000 personnes.

## Caractéristiques
Le bâtiment de Faith Tabernacle a une capacité de 50 400 sièges,,. Il couvre environ 70 hectares et est construit à l'intérieur d'un complexe dénommé Canaanland, qui a une taille de plus de 10 500 hectares, à Ota, une banlieue de Lagos. En 2008, il est listé par le Livre Guinness des records comme le plus grand auditorium d’église en nombre de sièges.